# Vintileanca, Buzău
Vintileanca este un sat în comuna Săhăteni din județul Buzău, Muntenia, România. Se află în sud-vestul județului, la limita cu județul Prahova.
La sfârșitul secolului al XIX-lea, comuna făcea parte din plasa Tohani a județului Buzău, se numea Vintileanca și era formată din cătunele Vintileanca, Gemenile, Găgenii de Sus, Găgenii de Jos, Săhătenii de Sus, Săhătenii de Jos. Avea pe atunci 1230 de locuitori și o suprafață de 6.280 ha. Dicționarul județului Buzău, alcătuit de Basil Iorgulescu și inclus în Marele dicționar geografic al Romîniei compilat de George Lahovari, arată că din satele comunei, la începutul secolului al XIX-lea existau doar Săhăteni și Găgeni, acesta din urmă dezvoltându-se în secolul al XVIII-lea în jurul unui depozit unde se stocau mărfuri aduse de la Brașov. Vintileanca a luat ființă după 1830, iar după împroprietărirea din 1864 din timpul lui Alexandru Ioan Cuza toate aceste sate au fost grupate în comuna Găgeni-Vintileanca (denumită mai frecvent Vintileanca).
În anul 1923, în gara Vintileanca a avut loc un grav accident feroviar.
În 1925, Anuarul Socec consemnează comuna Găgeni-Vintileanca în aceeași plasă, cu satele Găgenii de Jos, Găgenii de Sus, Săhătenii de Jos, Săhătenii de Sus, Vintileanca și Voinești, totalizând 2046 de locuitori. Comuna Săhăteni, având satele Săhătenii de Jos, Săhătenii de Sus și Poșta, s-a separat temporar de Găgeni-Vintileanca în 1931.

În perioada comunistă, teritoriul comunei a făcut parte între 1950 și 1952 din raionul Mizil al regiunii Buzău și apoi între 1952 și 1968 din raionul Mizil al regiunii Ploiești. La reforma administrativă din 1968, comunele Vintileanca și Săhăteni au fost reunite, sub numele de Săhăteni; de atunci comuna are această alcătuire, satele Săhătenii de Jos, Săhătenii de Sus și Pepiniera Istrița formând satul Săhăteni, iar satul Voinești fiind inclus în satul Vintileanca